# Шавна
Шавна́ (фр. Chavenat) — коммуна во Франции, находится в регионе Пуату — Шаранта. Департамент — Шаранта. Входит в состав кантона Вильбуа-Лавалет. Округ коммуны — Ангулем.
Код INSEE коммуны — 16092.
Коммуна расположена приблизительно в 420 км к юго-западу от Парижа, в 130 км южнее Пуатье, в 22 км к югу от Ангулема.

## Население
Население коммуны на 2008 год составляло 212 человек.
| 1962 | 1968 | 1975 | 1982 | 1990 | 1999 | 2008 |
| ---- | ---- | ---- | ---- | ---- | ---- | ---- |
| 224  | 186  | 187  | 196  | 202  | 179  | 212  |

## Экономика
В 2007 году среди 133 человек в трудоспособном возрасте (15—64 лет) 89 были экономически активными, 44 — неактивными (показатель активности — 66,9 %, в 1999 году было 69,8 %). Из 89 активных работали 79 человек (44 мужчины и 35 женщин), безработных было 10 (7 мужчин и 3 женщины). Среди 44 неактивных 14 человек были учениками или студентами, 15 — пенсионерами, 15 были неактивными по другим причинам.

## Достопримечательности
- Церковь Сен-Сибар (XI—XII века). Памятник истории с 1996 года[3]
- Поместье Шенар (XIX век). Памятник истории с 1992 года[4]

## Фотогалерея

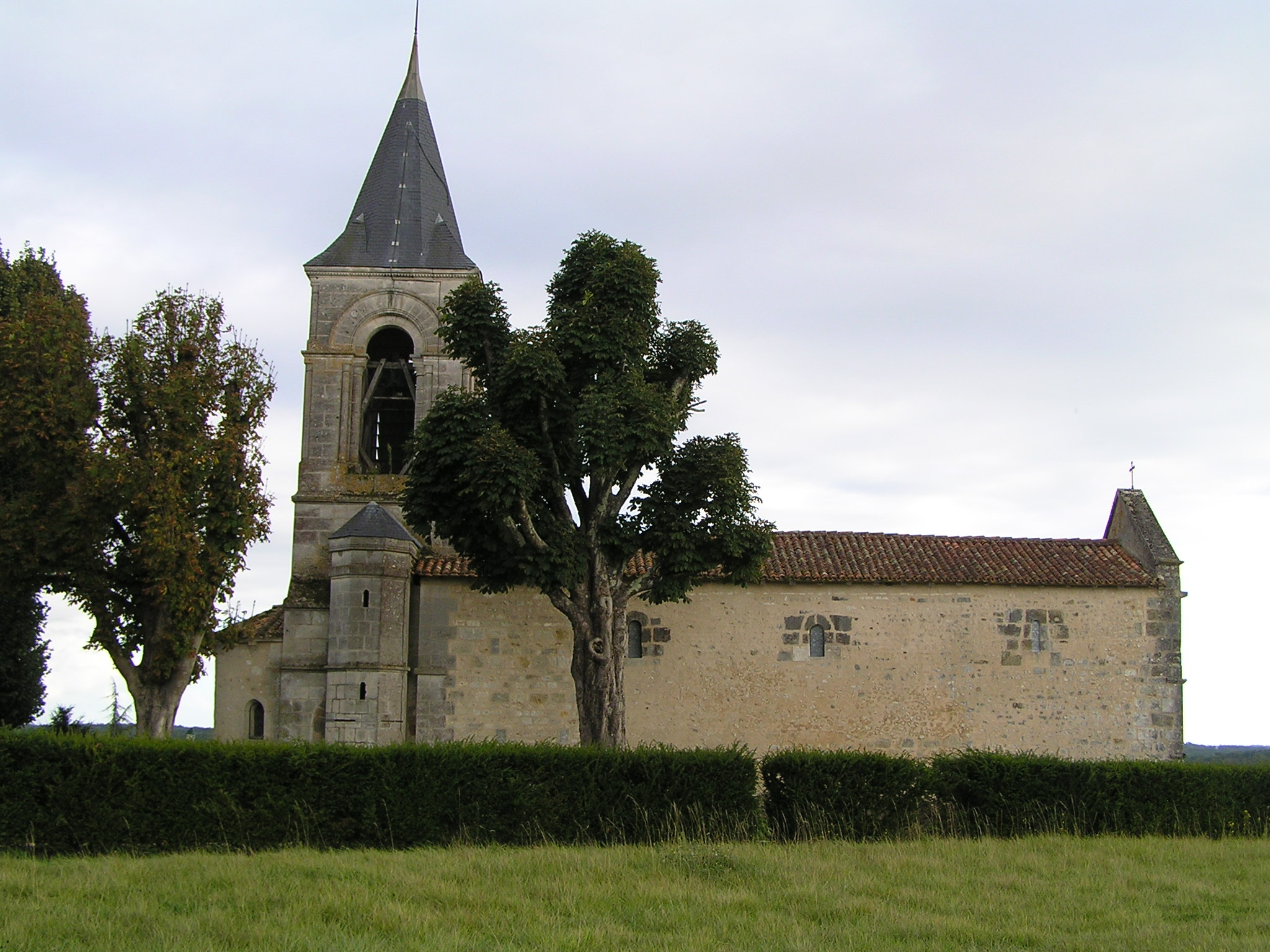
Церковь Сен-Сибар
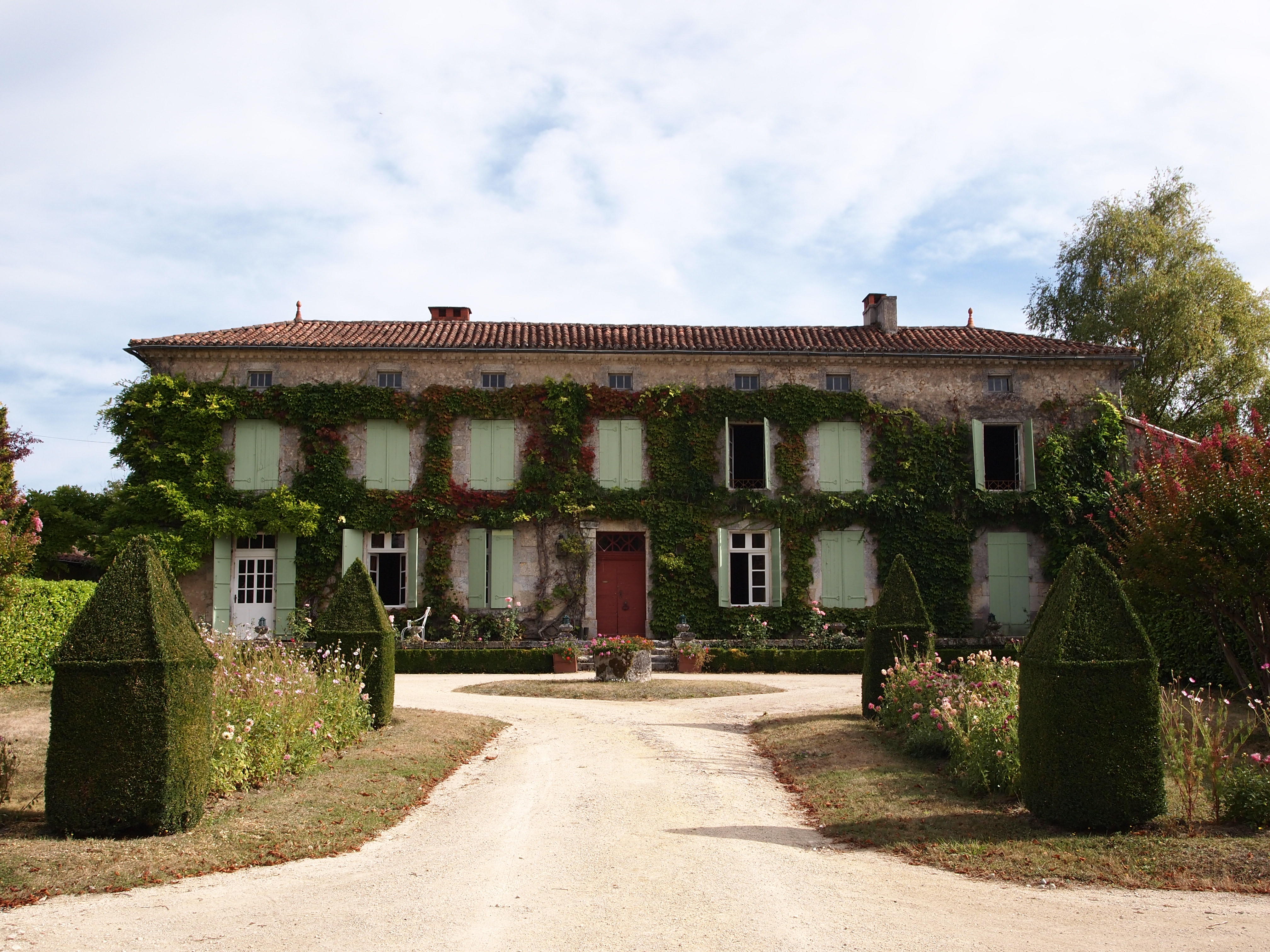
Поместье Шенар
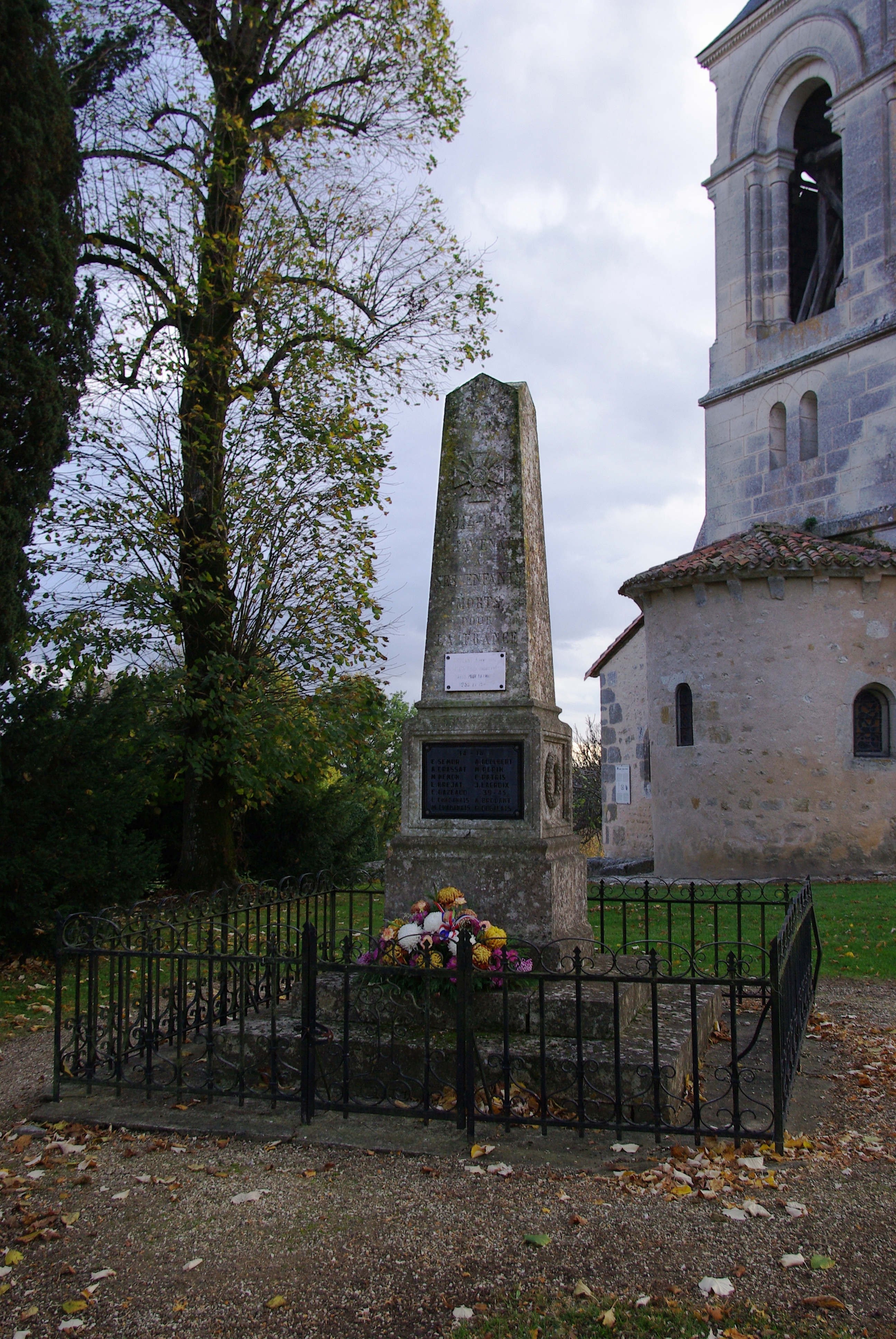
Военный мемориал